# معركة أوتلق بلي
معركة أوتلق بلي أو معركة باشكنت وقعت في 11 أغسطس 1473م بمكان يسمى أوتلق بلي في منطقة الأناضول الشرقية بين القوات العثمانية بقيادة السلطان محمد الفاتح وآق قويونلو بقيادة حسن قوصون وأنتهت بانتصار العثمانيين .

## أسباب المعركة
بعد نجاح السلطان العثماني محمد الثاني في الاستيلاء على عرش الإمبراطورية البيزنطية الذي أسفر عن سقوط القسطنطينية في 1453. هرب الحكام البيزنطين واستمروا في الحكم في بعض المناطق بعد هذا الحدث. كانت أحد هذه المناطق هي طرابزون . عندها قرر السلطان محمد الفاتح التوجه إلى الشرق لتنظيف بقايا الحكم البيزنطي في 1461م .كانت مملكة آق قويونلو وزعيمهم حسن قوصون على علاقة وثيقة مع العرش البيزنطي حتى انه كان يؤيد إمبراطورية طرابزون وأرسل لهم المساعدات العسكرية ولكن دعمه لم يكن كافيا لإنقاذ طرابزون من القوات العثمانية.
عندما شعر حسن قوصون باقتراب العثمانيين منه. طلب المساعدة من القوى المسيحية لأنه يعتقد أن العثمانيين سيعود لمهاجمة آق قويونلو . لذلك قرر التوقيع على معاهدة مع جمهورية البندقية ، المنافس للإمبراطورية العثمانية في ذلك الوقت.
ورداً على ما قام به حسن قوصون ، توجه السلطان محمد الفاتح بقواته إليه وحدثت المعركة التي أسفرت عن فوز ساحق للعثمانيين وأبيد جيش حسن قوصون بأكمله تقريباً في يوم واحد .